# Wahlen in Grenada 1931
Die Allgemeinen Wahlen in Grenada 1931 (General elections) wurden 1931 im karibischen Inselstaat Grenada abgehalten.

## Wahlsystem
Das Legislative Council bestand aus 16 Mitgliedern: dem Gouverneur, der auch Präsident des Council war, sieben official members (Beamten), drei ernannten Mitgliedern und fünf gewählten Mitgliedern. Das Wahlrecht war beschränkt auf Männer über 21 Jahren und Frauen über 30 Jahren, die zuvor mindestens zwei Jahre in Grenada gelebt hatten und entweder ein Einkommen von mindestens £30 pro Jahr hatten, Besitz im Wert von mindestens £150 hatten, oder Grundstücke für mindestens £12 pro Jahr gepachtet hatten. Eine Kandidatur war beschränkt auf qualifizierte männliche Wähler mit einem Mindest-Jahreseinkommen von £200 und welche entweder mindestens zwei Jahre in ihrem Wahlkreis gelebt hatten, oder Besitz im Wert von mindestens £500 im Wahlkreis hielten.
Damit waren nur 2.272 Personen überhaupt wählbar, 184 Personen mehr als 1928 (2.088).

## Ergebnisse
Die Grenada Workingmen’s Association stellte vier Kandidaten: Theophilus Albert Marryshow, George Elmore Edwards, John Fleming und Fitz Henry Copland. Die GWA unterstützte auch Willan E. Julien in St David’s–South St George’s.
| Wahlkreis                    | Mitglied                    |
| ---------------------------- | --------------------------- |
| St Andrew’s                  | George Elmore Edwards       |
| St David’s–South St George’s | Willan E. Julien            |
| St George’s                  | Theophilus Albert Marryshow |
| St John’s–St Mark’s          | John Fleming                |
| St Patrick’s and Carriacou   | Frederick B. Paterson       |
| Source: Brizan               |                             |